# Minería en Colombia

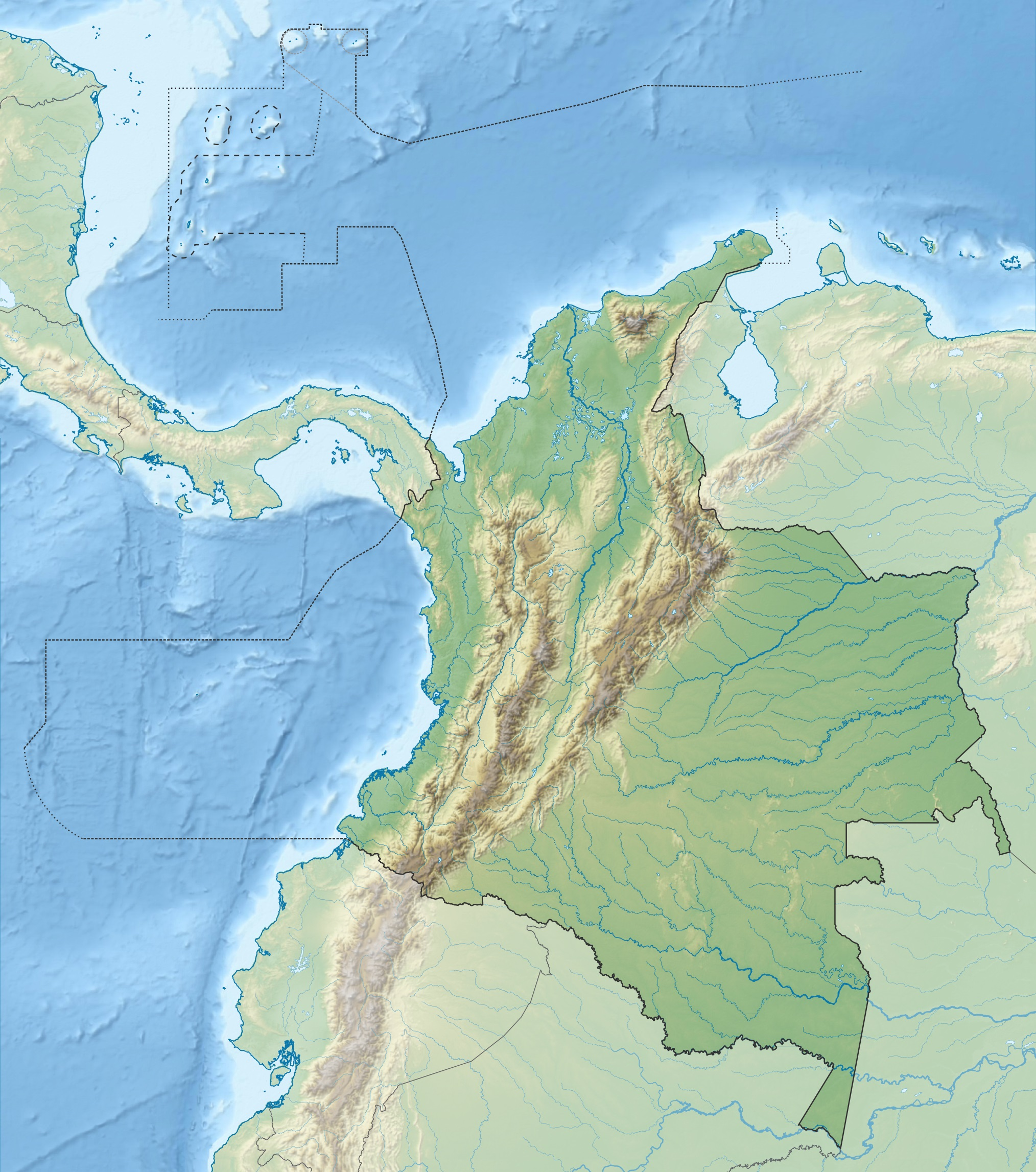
Las condiciones geológicas y geográficas de Colombia hacen que su subsuelo sea rico en todo tipo de minerales e hidrocarburos con potencial de explotación económica.

La minería en Colombia, constituye uno de los principales motores económicos del país. Los minerales más explotados son el oro, la plata, esmeraldas, platino, cobre, níquel, carbón. Una de las extracciones más importantes es la mina de carbón del Cerrejón en La Guajira, que es la mina de carbón a cielo abierto más grande de América Latina. La explotación de oro y cobre datan de la época precolombina y se desarrolló en el país, con grupos étnicos como los Muiscas, los Quimbaya, los Tayrona y los Zénues, los cuales todavía son muy explotados artesanalmente, existiendo gran cantidad de ilegalidad, y desde hace algunos años multinacionales han comenzado a hacer parte de este negocio. Los minerales no metálicos incluyen sal, piedra caliza, azufre, yeso, dolomita, barita, feldespato, arcilla, magnetita, mica, talco y mármol. Colombia es uno de los principales productores de esmeraldas del mundo, concentrándose su explotación en Boyacá y Cundinamarca. Por su parte, el petróleo es explotado en su mayoría por Ecopetrol. En Barrancabermeja se encuentra la refinería de petróleo más grandes del país. Presenta problemas como la minería ilegal, la injerencia del conflicto armado interno y el extractivismo.

## Historia
Los principales productos de la minería indígena fueron el oro, esmeraldas, cuarzos, entre otros.  
En época del virreinato de Perú, al que pertenecía Nueva Granada, en 1563 entró en vigor Premática y Ordenanzas de Minas de Felipe II, por la que las minas americanas quedaban bajo soberanía de la Corona. La importancia de las minas en Colombia no tuvo la dimensión de las grandes minas de plata de Hispanoamérica como Moricllo, Potosí o Zacatecas. Sin embargo, las mejoras, útiles y mecanismos como ventilación o desagüe desarrollados en la ingeniería de minas del resto de territorios fueron difundidas en Colombia. Se pueden señalar además las minas de esmeraldas colombianas de Chivor (1537) y Muzo (1551). La explotación minera seguía el sistema de regalías, el cual consistía en el pago de una contraprestación a cambio de una concesión en la explotación de un yacimiento minero. En el siglo XVII se descubrieron las minas de oro de Barbacoa y Chocó. Se produjo el cierre de las de Chivor (1676) y de Coscuez (1646) por un corrimiento de tierra que mató a 300 mineros. De 1683 a 1794 estuvieron en vigor las Ordenanzas de Minas del Virreinato del Perú. En el siglo XVIII se descubrieron los yacimientos auríferos la meseta colombiana entre Cauca y Porco. En 1784 fue mandado a Bogotá para mejorar las técnicas de explotación de las minas de plata de Mariquita el notable químico Juan José Delhuyar, descubridor del wolframio (1783).
Tras la independencia de Colombia, hacia finales de 1850 con la implementación del registro minero hay un control más directo de la actividad minera del país. Para esta época habían registradas 106 minas que en su mayoría se ubicaban en Antioquia y el sur de Bolívar. Luego, la Constitución de Rionegro de 1863 le otorga la facultad a los estados federados del recién constituido Estados Unidos de Colombia para que legislen sobre la propiedad minera, donde se dispone que ciertos minerales son propiedad del dueño del terreno. La Constitución de 1886 retorna a la nación (llamada por esta constituyente la República de Colombia, como se le conoce a la nación hasta el día de hoy) todas las minas que se encontraban bajo dominio de los Estados Federados.
En el siglo XIX y comienzos del siglo XX empiezan a ingresar a Colombia grandes compañías mineras por las facilidades que daba el gobierno de la época para instalarse en el país, los ineficientes mecanismos de control y la falta de regulación de la actividad minera hicieron que esta industria se desarrollara, de forma desorganizada, hasta los años 80´s. En 1988 se expide el Código Minero Colombiano, mediante el Decreto Ley 2655, el cual define los conceptos de exploración y explotación lícita e ilícita de minerales. En l actualidad se encuentran regida por la Política minera en 2016  y el Plan Nacional de Desarrollo Minero 2018-2025. Se presenta el uso de nuevas tecnologías como la geometalurgia, recuperación de cianuro, iones metálicos móviles, manejo de aguas residuales, cierre sostenible de minas. Para 2023 será prohibido el uso de mercurio en la minería.

## Recursos minerales de Colombia

### Petróleo
La industria petrolera en Colombia es uno de los principales motores de la economía. La historia de la extracción de hidrocarburos empieza en el año 1538 cuando Gonzalo Jiménez de Quesada encuentra en manaderos de crudo cerca a la población colombiana de Barrancabermeja, donde se encuentra la principal refinería del país que procesa el 95% de la demanda nacional de combustible y otros derivados del petróleo, dejándole el restante a la Refinería de Cartagena (Reficar).
Las reservas actuales de petróleo se calculan en unos 1700  millones de barriles, lo que con una producción promedio de 851.000 de barriles diarios garantiza la producción por aproximadamente seis años.

### Carbón

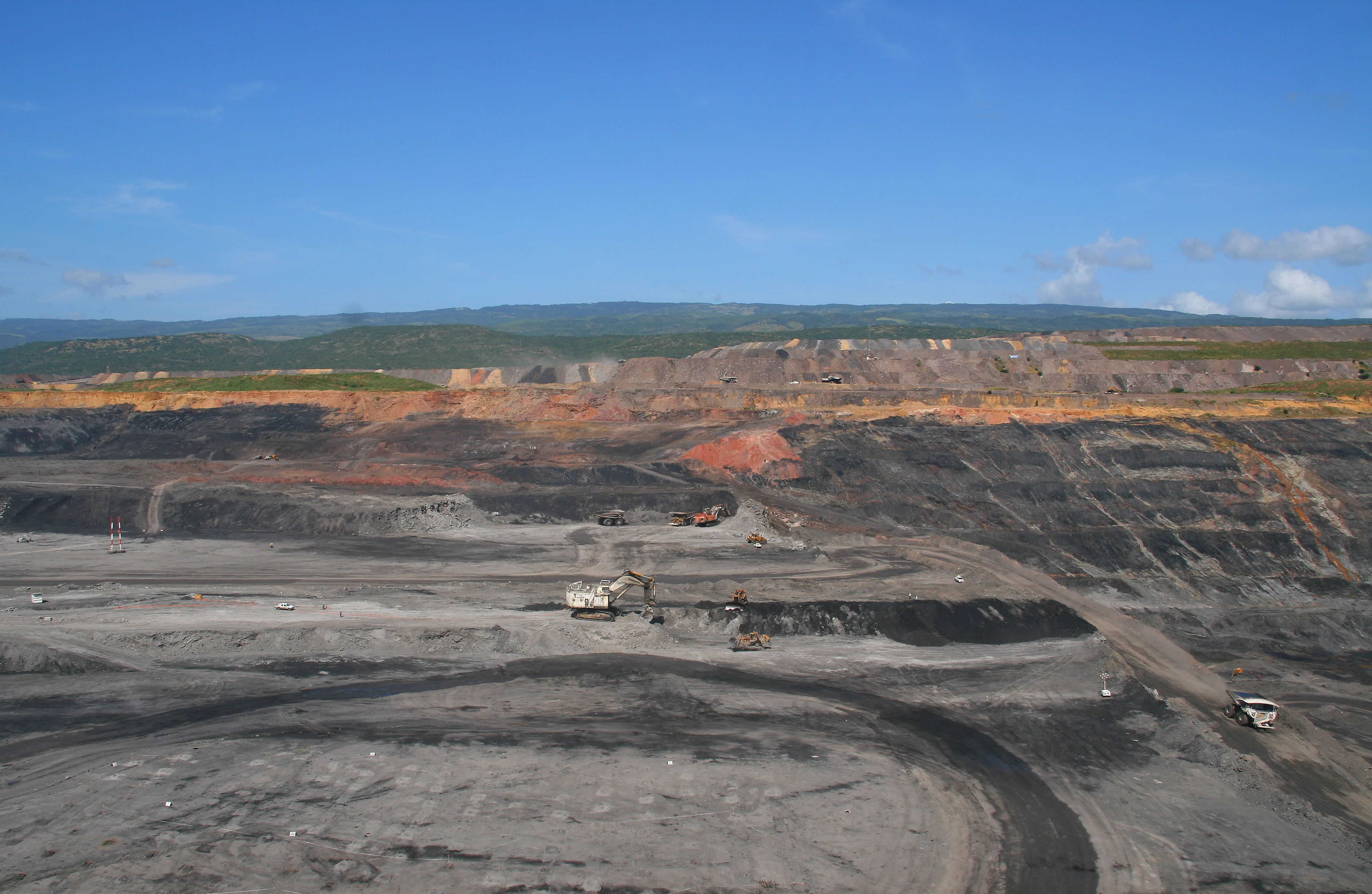
Colombia, es uno de los mayores productores de Carbón a nivel mundial

El carbón mineral o hulla es un combustible de procedencia fósil, de color negro brillante, arde con facilidad y produce mucho calor. Además de su uso como combustible en las fábricas, el carbón se emplea en altos hornos, locomotoras, barcos, etc. La destilación de la hulla permite obtener gran cantidad de subproductos de mucha importancia como gas, coque, alquitrán que proporciona aceites, sustancias para perfume, pinturas, plásticos, neumáticos, explosivos, medicinas, insecticidas, pavimentos, etc. Colombia tiene inmensas reservas de carbón en las tres cordilleras especialmente en la Oriental. 
La mina más grande se encuentra en El Cerrejón (La Guajira).
| Departamento       | Reservas probadas |
| ------------------ | ----------------- |
| La Guajira         | 3.694,64          |
| Cesar              | 1.770,91          |
| Córdoba            | 378,19            |
| Antioquia          | 87,07             |
| Valle del Cauca    | 40,51             |
| Cundinamarca       | 221,84            |
| Boyacá             | 153,95            |
| Santander          | 55,20             |
| Norte de Santander | 105,30            |
| TOTAL              | 6.507,61          |

### Oro

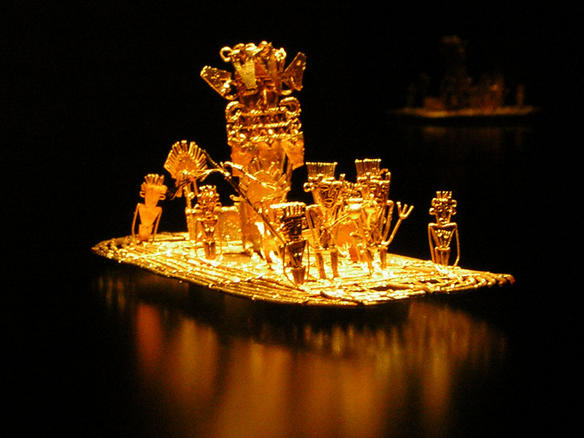
La Balsa Muisca, una de las obras del museo, en la que se representa la ceremonia de la Leyenda de El Dorado.

La explotación del oro en Colombia data desde antes de la conquista española. Este mineral ha hecho parte de la cultura colombiana. Durante la conquista, la Corona española explotó y transportó por primera vez el oro americano hacia Europa. El oro se encuentra en filones o vetas entre las rocas y aluviones en las arenas de algunos ríos. Se encuentra en las cordilleras Central y Occidental. Los departamentos de mayor producción de oro en el 2016 fueron: Antioquia, Chocó, Nariño, Bolívar, Cauca y Caldas. Se ha presentado un aumento en la minería ilegal de oro. En 2020 Colombia ocupa el puesto 22 en producción de oro.

### Esmeraldas

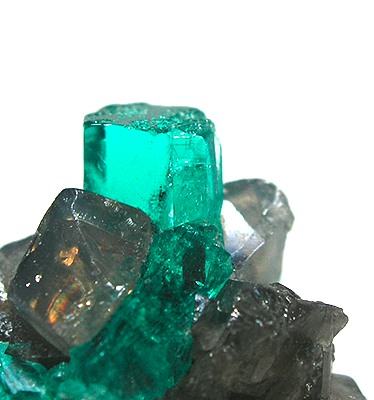
Colombia es uno de los principales productores de las mejores esmeraldas del mundo.

La esmeralda es una variedad de mineral de característico color verde
Es una piedra preciosa muy valorada debido a su rareza, pues desde la Antigüedad se descubrieron piedras preciosas de color verde como la malaquita, pero la esmeralda es la única cristalina. Su nombre significa piedra verde y su tonalidad ha dado nombre al color verde esmeralda.
Se encuentra en gran cantidad en el departamento de Boyacá y Cundinamarca, en los municipios de Muzo, Chivor, Otanche y Coscuez.

### Cobre
Colombia se encuentra en la línea del cinturón del Pacífico, considerada una franja estratégica y con potencial de cobre.  Actualmente importa cerca de 70% del cobre que requiere la industria doméstica, y la producción nacional apenas alcanza las 50.000 toneladas. Las minas de cobre se localizan en Antioquia (AngloCold Ashanti), Chocó (El Roble, Minera Cobre, Volador-Rugby Mining) y Córdoba (Minerales Córdoba). Las zonas con potencial minero donde se encuentran pórfidos cupríferos son: Cinturón occidental de edad Eoceno: (Antioquia,Chocó,Nariño).Cinturón Oriental de edad Jurásica: (Tolima,Huila,Santander y Putumayo) Cinturón Central de edad Mioceno (Cauca). Hallazgos en Cesar.

### Níquel
El níquel es explotado principalmente en minas como Cerro Matoso (Córdoba).

### Minerales no metálicos
A lo largo del territorio nacional se explota a diferentes escalas minerales como: sal terrestre, sal marina, gravas, arenas, arcilla, caliza, azufre, barita, bentonita, feldespato, fluorita, asbesto, magnetita, talco, yeso, roca fosfórica y rocas ornamentales.

## Principales empresas
La explotación en Colombia está regulada por la Agencia Nacional de Minería, el Servicio Geológico Colombiano, la Agencia Nacional de Hidrocarburos y en general el Ministerio de Minas y Energía. Debido al modelo de apertura económica implantado por Cesar Gaviria en 1990 y reafirmado por los presidentes Álvaro Uribe Vélez y Juan Manuel Santos gran cantidad de capital extranjero ha llegado a invertir en el país generando que tanto nacionales como transnacionales exploten el subsuelo colombiano. En la actualidad el 70% de su explotación minera se encuentra en manos de multinacionales bajo políticas de extractivismo , favorecidas por la legislación y el paramilitarismo.

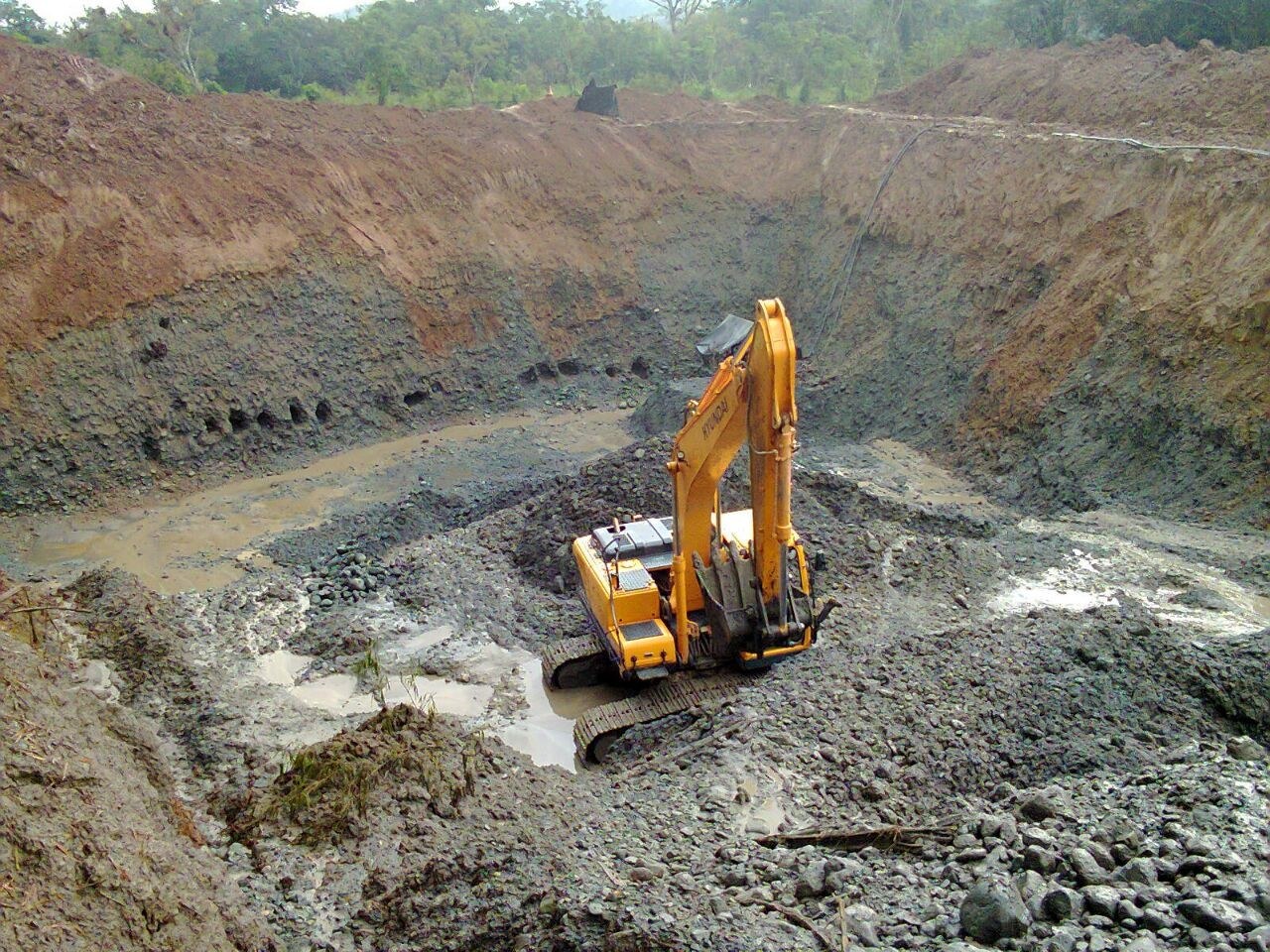
Minería ilegal de oro

| Empresa                              | Sector   | País de origen         |
| ------------------------------------ | -------- | ---------------------- |
| Ecopetrol                            | Petróleo | Colombia               |
| Pacific Rubiales                     | Petróleo | Canadá                 |
| Chevron                              | Petróleo | Estados Unidos         |
| OXY                                  | Petróleo | Estados Unidos         |
| Equión                               | Petróleo | Colombia               |
| AngloGold Ashanti                    | Oro      | Sudáfrica              |
| Gran Colombia Gold                   | Oro      | Canadá                 |
| Cerro Matoso                         | Níquel   | Colombia               |
| Drummond Company                     | Carbón   | Estados Unidos         |
| Chevron                              | Petróleo | Estados Unidos         |
| Exxon-Mobil                          | Petróleo | Estados Unidos         |
| bhp Billiton                         | Carbón   | Australia              |
| Anglo American                       | Carbón   | Estados Unidos         |
| Glencore                             | Carbón   | Estados Unidos         |
| Mubadala Investment Company (Minesa) | Oro      | Emiratos Árabes Unidos |

## Minería ilegal
La minería ilegal se ha extendido a gran escala en los últimos años y también constituye una de las fuentes de ingresos de los actores armados del Conflicto armado interno en Colombia. En 2017 se estimó que el 80% de la explotación minera en Colombia era ilegal.